# Luxembourg au Concours Eurovision de la chanson 1989
Le Luxembourg a participé au Concours Eurovision de la chanson 1989, le 6 mai à Lausanne. C'est la 33e participation luxembourgeoise au Concours Eurovision de la chanson.
Le pays est représenté par le groupe Park Café et la chanson Monsieur, sélectionnées par RTL Télévision au moyen d'une finale nationale.

## Sélection interne

### Finale nationale luxembourgeoise 1989
Le radiodiffuseur luxembourgeois, RTL, organise une sélection nationale, pour sélectionner la chanson représentant la Luxembourg au Concours Eurovision de la chanson 1989, l'artiste ayant été sélectionné en interne. 
C'est la première fois depuis 1978 et la troisième fois de son histoire, que RTL organise une finale nationale plutôt que la sélection interne habituelle.

#### Finale
La finale nationale luxembourgeoise, présentée par Jean Octave et Manette Dupong, a eu lieu le 5 mars 1989 aux studios de RTL à Luxembourg.
Trois chansons participent à la finale nationale luxembourgeoise, toutes interprétées en français par le groupe luxembourgeois Park Café.
| Ordre | Artiste   | Chanson     | Votes (en %) | Place |
| ----- | --------- | ----------- | ------------ | ----- |
| 1     | Park Café | Chaque fois | 19,4 %       | 2     |
| 2     | Park Café | Je l'aime   | 14,1 %       | 3     |
| 3     | Park Café | Monsieur    | 66,5 %       | 1     |

Lors de cette sélection, c'est la chanson Monsieur, interprétée par Park Café, qui fut choisie. 
Le chef d'orchestre sélectionné pour le Luxembourg à l'Eurovision est Benoît Kaufman.

## À l'Eurovision

### Points attribués par le Luxembourg
| 12 points | Royaume-Uni |
| 10 points | Espagne     |
| 8 points  | France      |
| 7 points  | Portugal    |
| 6 points  | Suède       |
| 5 points  | Yougoslavie |
| 4 points  | Finlande    |
| 3 points  | Danemark    |
| 2 points  | Irlande     |
| 1 point   | Pays-Bas    |

### Points attribués au Luxembourg
| 12 points | 10 points | 8 points  | 7 points | 6 points |
| --------- | --------- | --------- | -------- | -------- |
|           |           |           |          |          |
| 5 points  | 4 points  | 3 points  | 2 points | 1 point  |
| - France  |           | - Espagne |          |          |

Park Café interprète Monsieur en onzième position lors de la soirée du concours, suivant la Suède et précédant le Danemark.
Au terme du vote final, le Luxembourg termine 20e sur 22 pays, ayant reçu 8 points au total,. Le Luxembourg attribue ses douze points au Royaume-Uni.